# 小海
小海，（1965年—），原名涂海燕。江苏海安人，中国现代诗人，第三代诗人代表人之一。中国作家协会会员。
小海毕业于南京大学中文系，从1980年起发表诗千余首，并出版了多种选集，部分作品被翻译成多种外文。前后曾获得《作家》杂志诗歌奖，《诗林》诗歌优秀奖，《滇池》文学奖，江苏省第二届紫金山文学奖等。小海是《他们》诗派成员之一，与他人合作编有《他们十年诗歌选》。

## 主要作品
- 《必须弯腰拔草到午后》
- 《1999九人诗选》